# Qua tab PX
Qua tab PX（キュア タブ ピーエックス）は、韓国のLGエレクトロニクスによって日本国内向けに開発された、auブランドを展開するKDDIおよび沖縄セルラー電話の第3.9世代移動通信システム（au 4G LTE/au VoLTE）、第4世代移動通信システム（au 4G LTE CA/WiMAX2+）対応タブレット端末である。製造型番はLGT31（エルジーティーサンイチ）

## 概要
Qua tabシリーズ第3弾で、今回の製造元はLGエレクトロニクスとなる。海外ではLG G Pad X 8.0として販売されている。
兄弟機種であるQua phone PXとの連携を想定しており、Qua phone PX側の通知をQua tab PXに転送したり、Qua phone PXで閲覧していたサイトの続きをQua tab PXで閲覧する事が可能となっている。また、ブルーライトカット用の専用キーが用意されており、眼へのストレスが軽減されるようになっている。BluetoothはaptXをサポートしている。前モデルQua Tab 01(KYT31)と比較して、寸法・機能・性能面では大差なく、重量は286g→310gと若干重くなったが、電池容量が4000mAh→4800mAhと大幅に増加しており、また充電時間も200分→150分に短縮されている。
なお、放送受信機能・通話機能・おサイフケータイ・NFCは搭載されていない。
キャッチコピーは「防水&コンパクトで持ち運びも安心・楽々。Quaで楽しむ快適フォトライフ。」。

## その他機能
※PC向けWebブラウザが標準装備されている。携帯向けサイト(EZWeb)は他のスマートフォンやPCと同じく閲覧不可。
| 主な機能・対応サービス                                                  | 主な機能・対応サービス                               | 主な機能・対応サービス                           | 主な機能・対応サービス                  |
| ----------------------------------------------------------------------- | ---------------------------------------------------- | ------------------------------------------------ | --------------------------------------- |
| auウィジェット Webブラウザ                                              | LISMO! for Android （ハイレゾ音源対応版） LISMO WAVE | おサイフケータイ NFC おくだけ充電（Qi） 指紋認証 | ワンセグ フルセグ DLNA/DTCP-IP Miracast |
| au one メール PCメール Gmail EZwebメール                                | デコレーションメール デコレーションアニメ            | Friends Note                                     | PCドキュメント                          |
| au Smart Sports Run & Walk Karada Manager ゴルフ(web版) Fitness、歩数計 | GPS 方位計                                           | au oneナビウォーク au one助手席ナビ              | au one ニュースEX au one GREE           |
| auベーシックホーム じぶん銀行                                           | 緊急速報メール                                       | Bluetooth                                        | 無線LAN機能 (Wi-Fi) auシェアリンク      |
| 赤外線通信                                                              | au VoLTE WIN HIGH SPEED au 4G LTE WiMAX2+            | au世界サービス （旧・グローバルパスポート）      | auフェムトセル                          |
| microSD microSDHC microSDXC                                             | モーションセンサー(6軸)                              | 防水 防塵                                        | 簡易留守録 着信拒否設定                 |

- 安心セキュリティパックはフル対応

## 歴史
- 2016年5月31日 -  KDDI、およびLGエレクトロニクスジャパンより公式発表。
- 2016年7月1日 - 発売開始。
- 2016年12月7日 - システムソフトウェアアップデート：セキュリティ機能の改善
- 2017年4月12日 - OSアップデート：Android 7.0
- 2017年10月17日 - システムソフトウェアアップデート：セキュリティ機能の改善